# Чахырлы (Имишлинский район)
Чахырлы (азерб. Çaxırlı) — селение в Имишлинском районе Азербайджана.

## География
Населённый пункт расположен в Муганской степи, на правом берегу реки Аракс.

## Название
В русской дореволюционной литературе можно встретить написания «Чахырлу», «Чахирлы».

## История
В течение XIX—XX веков селение принадлежало Российской империи. Оно входило в состав Джеватского уезда Бакинской губернии. Из Чахырлы выделилась деревня «Чахирлу-Сеидляръ», что отмечено в одном из источников второй половины XIX века.
В 1880-х годах Чахырлы, наряду с селениями (орфография их написания сохранена) Имам-Кули-беклы, Мазрали верхніе и Сеидляръ была частью Чахирлинского сельского общества данного уезда. В начале XX века Чахирлинское общество включало шесть населённых пунктов (орфография их написания сохранена): Чахирлы, Имамкули-беклы (Муганлы), Мазрали, Сеидляръ, Хубіарлы и Шамамедты.

## Население
Чахырлы населяют азербайджанцы, которых в царское время именовали «татарами». Статистические материалы XIX века сообщают, что помимо «татар» здесь также проживали шахсевены, которые являются этнографической группой азербайджанцев.

### XIX век
По данным же списков населённых мест Бакинской губернии от 1870 года, составленных по сведениям камерального описания губернии с 1859 по 1864 год, здесь имелось 74 двора и 310 жителей (178 мужчин и 132 женщины), представленные шахсевенами и «татарами», при этом все жители — шииты.
Согласно сведениям 1873 года, опубликованным в изданном в 1879 году под редакцией Н. К. Зейдлица «Сборнике сведений о Кавказе», в казённой деревне «Чахирлу» было уже 27 дворов и 142 жителя (88 мужчин и 54 женщины), а в выделившейся из неё владельческой деревне «Чахирлу-Сеидляръ» 31 двор и 172 жителя (98 мужчин и 74 женщины) и в обоих населённых пунктах проживали шахсевены и «татары», а жители были шиитами по вероисповеданию.
Из материалов посемейных списков на 1886 год следует, что все 210 жителей (122 мужчины и 88 женщин; 36 дымов) являлись «татарами»-шиитами (азербайджанцами-шиитами), а по сословиям 185 из них — крестьяне на казённой земле  (106 мужчин и 79 женщин; 32 дыма) и 25 — высшее мусульманское сословие (16 мужчин и 9 женщин).

### XX век
В «Кавказском календаре» на 1910 год читаем, что в Чахырлы за 1908 год было 453 жителя, преимущественно «татар» (азербайджанцев).
По сведениям же Списка населённых мест, относящегося к Бакинской губернии и изданного Бакинским губернским статистическим комитетом в 1911 году, в селении насчитывалось 215 жителей «татарской» (азербайджанской) национальности (120 мужчин и 95 женщин; 39 дымов), из которых 193 человека — поселяне на владельческой земле (105 мужчин и 88 женщин; 35 дыма) и 22 человека — дворяне и беки (15 мужчин и 7 женщин; 4 дыма). Те же материалы сообщают, что здесь были два лица мужского пола «грамотных на туземном языке».
Согласно материалам издания «Административное деление АССР», подготовленного в 1933 году Управлением народно-хозяйственного учёта Азербайджанской ССР (АзНХУ), по состоянию на 1 января 1933 года в Бала-Чахырлы (Bala-Caxьrlь) 43 хозяйства и 161 человек (84 мужчины и 77 женщин), а в Беюк-Чахырлы (Bɵjyk-Caxьrlь) 85 хозяйств и 274 человека (141 мужчина и 133 женщины) коренного населения (то есть приписанного к данному селу). В этих же материалах указано, что весь Мезралинский сельсовет Карадонлинского района (Бала-Чахырлы, Беюк-Чахырлы, Имамкулубейли, Мезрали, Муганлы, Сеидлар и Хубярлы) в национальном плане на 99,0 % состоял из «тюрок» (азербайджанцев).